# Lünow
Das Dorf Lünow ist ein Ortsteil der Gemeinde Roskow im Landkreis Potsdam-Mittelmark in Brandenburg. 

## Geografie
Lünow liegt auf einer leicht erhabenen Grundmoräneninsel am Südufer des Beetzsees, eines eiszeitlichen Rinnensees in der nach ihm benannten Beetzseerinne. Lünow befindet sich im nordöstlichsten Bereich dreier Seenbecken des Beetzsees. Zu Lünow gehört der Wohnplatz Grabow sowie das Areal des abgegangenen Vorwerks Müggenburg. Lünow lag an der Bahnstrecke Roskow–Brandenburg-Altstadt.

## Geschichte

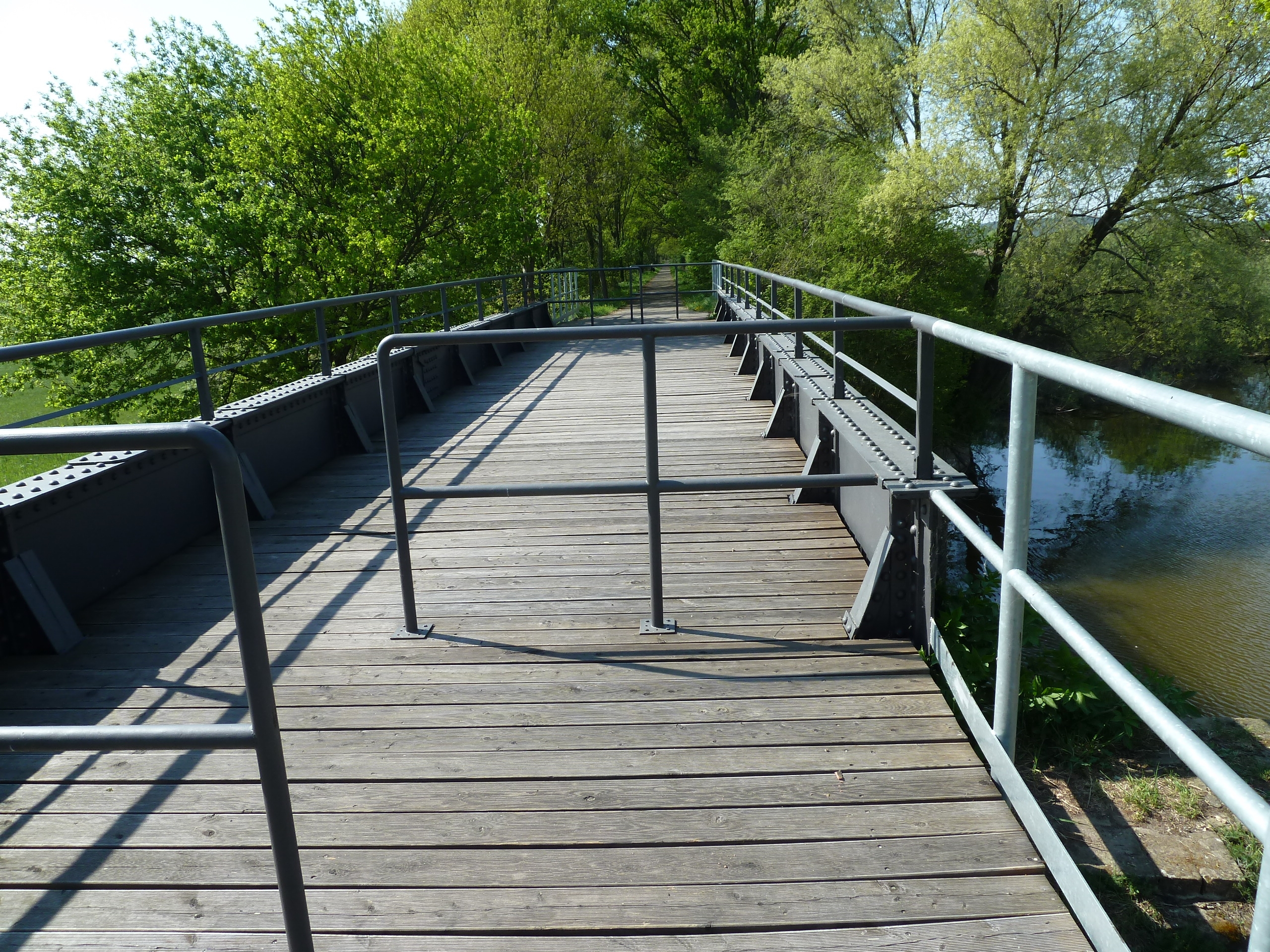
Frühere Eisenbahnbrücke über den Sträng

Die Gegend um Lünow war nachweislich in der früheren Bronzezeit besiedelt. Das bezeugen Funde von Armringen, Lanzenspitzen, eine Sichel, eine Axt und eine Armberge. Auch ein spätbronzezeitliches Urnengrab mit Beigaben sowie slawischen und frühdeutschen Scherben wurden entdeckt. Erstmals urkundlich erwähnt wurde das Dorf als „Lunowe“, als es 1335 mit weiteren Dörfern entlang des Beetzsees, darunter Radewege und Butzow, verpflichtet wurde, an der Instandhaltung von Dämmen mitzuwirken. Auch im Landbuch Karls IV. von 1375 fand Lünow Erwähnung.
Ab dem 15. Jahrhundert gehörte das Dorf der Familie Kloth. Ab 1610 wechselten die Besitzer mehrfach. So waren die Familien zu Putlitz, von der Gröben, von Götze, von Flemming, von Grumbkow und von Görne Herren über den Ort. 1726 verkaufte die Familie von Görne Lünow an das Domkapitel Brandenburg. In dessen Besitz blieb das Dorf bis ins späte 19. Jahrhundert.

## Sehenswürdigkeiten

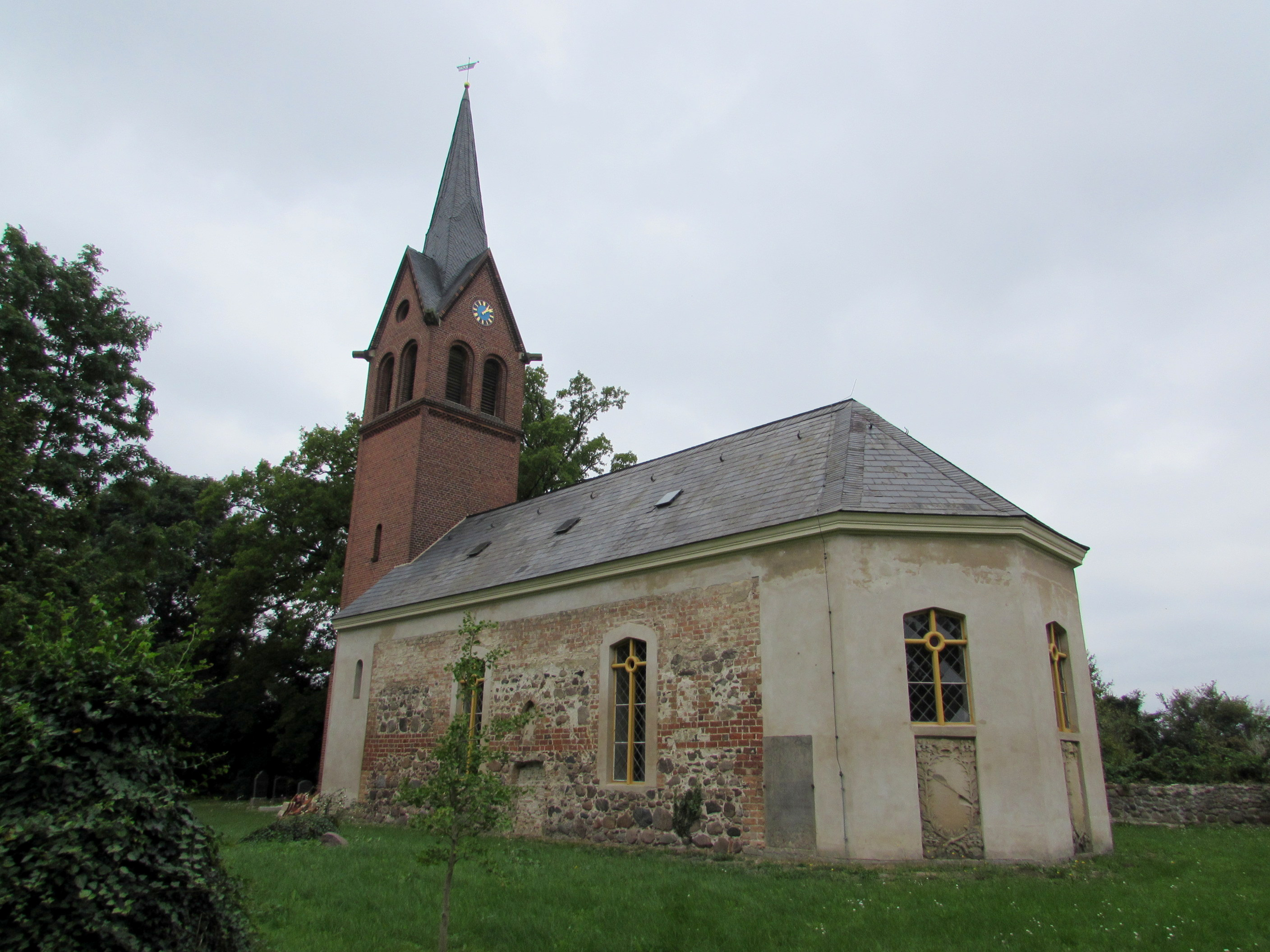
Dorfkirche Lünow

Ausgewiesene Baudenkmale in Lünow sind der gesamte Dorfkern mit der Dorfkirche Lünow am östlichen Ende und Resten des ehemaligen Gutshauses. In der Dorfkirche befindet sich ein gläsernes Altarbild von Annelie Grund (2003) und ein Kreuzigungszyklus des Malers Jürgen Hoffmann an der Orgelempore (2009).
Daneben existiert im Ort ein Atelier mit wechselnden Kunstausstellungen.

## Schutzgebiete
In der Gemarkung Lünow gibt es eine Vielzahl von Schutzgebieten. So liegt sie vollständig innerhalb des Naturparks Westhavelland. Weite Flächen sind Teil des Landschaftsschutzgebietes Westhavelland und des SPA-Gebietes Mittlere Havelniederung. Als Geschützter Landschaftsbestandteil sind die Lünower Löcher, die Beetzseebucht und die Feldmark Mötzow-Lünow ausgewiesen. Uferabschnitte gehören zum FFH-Gebiet Beetzsee-Rinne und Niederungen. Eine alte Stieleiche auf dem Friedhof wurde als Naturdenkmal unter Schutz gestellt. Lünow gegenüber, mitten im Beetzsee liegt die bereits 1930 zum Naturschutzgebiet erklärte Insel Buhnenwerder, im Volksmund Möweninsel, mit einer der größten Lachmöwenbrutkolonien Deutschlands.

## Verkehr
Im 19. Jahrhundert wurden überall in der Gegend Ziegeleien etabliert, so auch in Lünow. Hintergrund waren reiche Tonvorkommen und eine gute Transportmöglichkeit über den Beetzsee zur Havel, sodass die wachsende deutsche Hauptstadt Berlin kostengünstig mit Baumaterial beliefert werden konnte.
Im Jahr 1904 wurde Lünow über die Westhavelländischen Kreisbahnen an das deutsche Schienennetz angebunden. Verbindungen existierten in die Stadt Brandenburg und nach Nauen. 1969 wurde der Zugverkehr wieder eingestellt. Die Eisenbahnbrücke über den Beetzseesträng ist erhalten geblieben.
Im 21. Jahrhundert wurden auf der Trasse der ehemaligen Eisenbahntrasse zu touristischen Zwecken überregionale Radwege angelegt, die durch Lünow führen, darunter der Storchenradweg und der Beetzsee-Havel-Radweg, sie bilden zusammen einen 37 km langen Rundweg.